# Vinylsulfonate de sodium
Le vinylsulfonate de sodium, ou SVS, est un composé chimique de formule CH2=CHSO3Na. C'est le sel de sodium de l'acide vinylsulfonique CH2=CHSO3H. Il se présente sous forme d'une solution aqueuse brun-jaunâtre contenant en pourcentage massique de 25 à 35 % de SVS pour un pH compris entre 8 et 12,5. Il a tendance à réagir avec l'oxygène de l'air et à polymériser, mais il peut rester stable pendant au moins six mois s'il est stocké dans l'obscurité à moins de 25 °C en présence d'un inhibiteur de polymérisation tel que 100 ppm de 4-méthoxyphénol (MeHQ) ou 20 ppm de cupferron. Sa nature bifonctionnelle en fait un monomère organique polyvalent pour la production d'homopolymères et de copolymères avec des dérivés vinyliques tels que l'acétate de vinyle CH2=CHOCOCH3 et avec les dérivés de l'acide acrylique CH2=CHCOOH tels que des esters d'acide acrylique, l'acrylamide CH2=CHCONH2 ou encore l'acrylonitrile CH2=CHC≡N. Les copolymères avec l'acrylamide sont intéressants comme auxiliaires de forage dans la production pétrolière tertiaire (récupération assistée du pétrole) en raison de leur bonne stabilité à la température et de leur tolérance aux ions calcium. Les terpolymères avec l'acide acrylique et l'acétate de vinyle conviennent comme dispersants dans le traitement des eaux industrielles. Le SVS permet également d'obtenir des copolymères greffés, comme le polyacrylonitrile, afin d'améliorer notamment l'aptitude à la teinture, la solidité des couleurs, les propriétés antistatiques et la résistance à l'abrasion des fibres fabriquées à partir de celui-ci.

## Synthèse
On obtient le vinylsulfonate de sodium par hydrolyse alcaline du sulfate de carbyle :
Cette réaction produit une solution aqueuse diluée de vinylsulfonate de sodium, ce dernier pouvant être purifié par atomisation en donnant une substance solide.

## Applications
Les solutions de vinylsulfonate de sodium sont utilisées comme additif de brillantage dans les bains de galvanoplastie au nickel et au chrome. Une autre application comme azurant supérieur dans le dépôt de nickel est la bétaïne de 1-(2-sulfoéthyl)-pyridinium de la classe des sulfobétaïnes, qui est obtenue en faisant réagir du SVS avec de la pyridine dans un milieu acide. Le vinylsulfonate de sodium réagit avec un grand nombre de nucléophiles, par exemple avec des phénols, des thiols, des amines, des dérivés de la taurine NH2CH2CH2SO3H, et surtout avec des alcools pour former des iséthionates. Cette réaction de sulféthylation peut également être réalisée avec des polymères contenant des groupes hydroxyle, comme la cellulose ou les éthers de cellulose peuvent être utilisés pour introduire des groupes sulfoéthyle –CH2CH2SO3H. La réaction de SVS avec des hydroxyalkylamines donne, après acidification, des acides hydroxyalkylaminosulfoniques, qui comptent des tampons importants tels que le TES.